# Love Hina
Love Hina (яп. ラブ ひな, рабу хіна) — манґа, написана й ілюстрована Кеном Акамацу. Виходила серійно у Weekly Shonen Magazine з 21 жовтня 1998 по 31 жовтня 2001 і була видана у 14 томах танкобон видавництвом Kodansha.
Компанією Xebec був знятий 24-серійний аніме-серіал, який транслювався в Японії з 19 квітня 2000 до 27 вересня 2000. Також є два бонусних епізоди у комплекті з DVD, 2 телевізійних спешл-епізоди, і OVA з трьох епізодів, названа Love Hina Again. Режисер — Йошіакі Івасакі, музика Коїчі Коренаґа.
Сценаристами аніме були написані дві манґа-новели, які видали в Японії та Північній Америці.

## Історія створення
Початкові ескізи для манги були створені в період між вереснем і груднем 1997 року, після завершення A.I. Love You. Попередні замальовки характерів з'явилися в період з грудня 1997 року по січень 1998 року, потім, з січня по квітень 1998 року, уточнювалися характери й робилися початкові замальовки. Повна розкадровка була зроблена до серіалізації, в період з квітня по серпень 1998 року.
Протягом півроку до початку серіалізації характери персонажів зазнали ряд змін, у ході яких кілька персонажів змінили вигляд та імена. Наприклад, Нару називалася Мідорі, і саме вона повинна була впасти голою через дірку у підлозі на голову Кейтаро і втратити пам'ять. Цей сценарій був залишений для Міцумі. Ім'я головної героїні — Нару,- змінювалося багато разів, перш ніж автор зупинився на «Нару Нарусегава» і її остаточний дизайн став схожий на Саачі Намбу із AI Love You. Марнотратний характер Кіцуне, її втомлений вигляд і візуально зріліший вік спочатку задумувався для Каолли. Характер Шінобу був залишений в первинному варіанті, проте її зовнішність і вік змінилися, після того, як сформувалася концепція серій. Спочатку Шінобу була схожа на Forty Namba з AI Love You.
Протягом усієї роботи над мангою використовувалося цифрове редагування. Після грубих начерків макета сторінки та основних деталей сторінку сканували в Apple Macintosh. Нерухомі елементи зображення приглушували, затінювали або заштриховували, а інші елементи домальовували поверх них за допомогою комп'ютера. Також використовувався «банк зображень», У якому зберігалися малюнки основних деталей і локацій (таких як кімнати персонажів). Замість того, щоб кожен раз малювати на порожньому місці, ці зображення з банку могли використовуватися як основа, а додаткові деталі додавалися до них залежно від вимог сцени. Частини готелю «Хіната» та інших місць були змальовані з реальних місць і фотографій, зібраних у ході дослідження.